# Dalian Airlines
Dalian Airlines Co Ltd é uma companhia aérea com sede em Dalian, Liaoningue, China. A Dalian Airlines oferece serviços de passageiros e carga. A companhia aérea iniciou suas operações em 31 de dezembro de 2011.

## História
A Dalian Airlines foi fundada em 2011 e iniciou as operações em dezembro de 2011.

## Frota
A frota da Dalian Airlines consiste nas seguintes aeronaves (Outubro de 2019):
| Aeronaves      | Em Serviço | Ordems | Passageiros | Notas |
| -------------- | ---------- | ------ | ----------- | ----- |
| Boeing 737-800 | 13         | –      | 159-176     |       |
| Total          | 13         | 0      |             |       |